# Can Sucarrats
Can Sucarrats és una masia del municipi d'Abrera (Baix Llobregat) inclosa en l'Inventari del Patrimoni Arquitectònic de Catalunya.

## Descripció
És una masia de planta baixa, pis i golfes. És una construcció asimètrica, coberta a dues aigües amb teula àrab. L'entrada principal, orientada cap al migdia, és un arc de mig punt de grans dovelles de pedra vista on hi figura una inscripció feta durant alguna restauració. Hi veiem l'alfa i omega gregues i les inicials JGS i JSB a les dovelles laterals. La resta de la façana és arrebossada i emblanquinada. Hi ha algunes obertures alidades disposades de forma ordenada al voltant de l'entrada, a més, destaquen els dos petits arcs de mig punt, en funció d'assecador, de les golfes. A la part central hi ha un rellotge de sol. Té un cos adossat. El conjunt està tancat per un barri amb una galeria a la part frontal.

## Història
Hi ha dues llegendes entorn el nom de la masia. Una diu que li prové del llinatge de la família que hi vivia, els Sucarrats. L'altra, d'origen toponímic, explica que després de la guerra del francès es cremà el lloc on se situa la casa avui, anomenant-lo socarrimat, que amb el temps passà a Sucarrats.